# Европейский круглый стол промышленников
Европейский круглый стол промышленников (англ. European Round Table of Industrialists — ERT) — влиятельная группа интересов в Европейском Союзе, состоящая из глав и представителей ряда крупнейших промышленных и инфраструктурных компаний Европы, таких как Nestle, ThyssenKrupp, Total, Siemens, Telefonica, EADS, Repsol и других, поставивших перед собой цель укрепление конкурентоспособности Европы. Группа работает как на национальном, так и на европейском уровнях.
Сейчас ERT насчитывает 50 членов, представляющих 50 компаний из 18 стран.

## История
История Европейского круглого стола промышленников берёт начало в начале 1980-х годов. Период с середины 1970-х и до середины 1980-х годов принято обозначать как «застойный период» или «евросклероз» ЕЭС, который воспринимался как отсутствие динамизма, недостаток инноваций и низкая конкурентоспособность по сравнению с экономиками Японии и США европейской экономики, страдавшей от высокой инфляции, роста безработицы и низких темпов роста. Негативные экономические последствия проигрыша в конкуренции беспокоили ведущих европейских бизнесменов.
Инициаторами создания новой организации, призванной объединить лидеров европейской промышленности, стали Пер Г. Гилленхаммар (Volvo), Вайс Деккер (Philips) и Умберто Аньелли (FIAT), которых поддержали политики и бизнесмены Франсуа-Ксавье Ортоли (Франция), бывший председатель Еврокомиссии, и Этьен Давиньон (Бельгия), Еврокомиссар по вопросам промышленности и энергетики. Они решили объединить ведущих промышленников, чтобы вместе содействовать развитию европейского единого рынка, для чего, по их мнению, требовалось удаление всех барьеров. По их инициативе 6—7 апреля 1983 года в Париже в зале заседаний Volvo, встретились 17 европейских бизнесменов. Помимо инициаторов встречи в Париже собрались Карл Берл (Thyssen), Карло Де Бенедетти (Olivetti), Курт Николин (ASEA), Гарри Грей (United Technologies), Джон Харви-Джонс (ICI), Вольфганг Зелиг (Siemens), Питер Баксенделл (Shell), Оливье Лекерф (Lafarge Coppée), Хосе Бидегайн (Cie de St Gobain), Антуан Рибу (BSN), Бернар Анон (Renault), Луи фон Планта (Ciba-Geigy) и Гельмут Маучер (Nestlé). Участники совещания решили создать организацию, которая сможет выработать согласованное мнение европейских промышленников о состоянии экономики Европы и донести его до европейских политических лидеров. Промышленные лидеры ЕЭС считали, что Европе для восстановления своей конкурентоспособности необходимо модернизировать производственную базу и разработать общеевропейскую политику промышленного развития, по типу Европейской сельскохозяйственной политики.
1 июня 1983 года в Амстердаме состоялось второе заседание промышленных лидеров ЕЭС, на котором была создана организация, названная Европейский круглый стол промышленников, принят её устав и созданы финансовые механизмы необходимые для обеспечения её деятельности. Целью ERT стало способствовать конкуренции и конкурентоспособности в европейском масштабе.
ERT сыграла важную роль в строительстве Эресуннского моста между Данией и Швецией в рамках европейского проекта Link по совершенствованию европейской инфраструктуры. Этот проект также включал несколько других международных европейских инфраструктурных проектов, например, моста Fehmar Belt между Данией и Германией. Позже ЕРТ активно участвовал в продвижении проекта Трансъевропейской сети (англ. TransEuropean Networks).
Высокой активностью ЕРТ сопровождалось десятилетие с 1988 по 1998 год, когда председателями Круглого стола по очереди были Вайс Деккер (Нидерланды), Жером Моно (Франция) и Гельмут Маучер (Швейцария), а пост генерального секретаря организации занимал Кит Ричардсон. За это время ЕРТ опубликовало ряд важных отчётов о состоянии дел в сферах внутреннего рынка, инфраструктуры, образования, охраны окружающей среды, информационного общества, конкурентоспособности, создании рабочих мест и налоговой политике. ЕРТ способствовал проведению консультации правительства и промышленников на различных уровнях. Активная роль Европейского круглого стола промышленников в налаживании сотрудничества в создании общих стандартов информационного общества в рамках G7 были признаны лидерами нескольких стран, в том числе президентом США Биллом Клинтоном.
С момента создания ERT поддерживал политику расширение ЕС. Этому способствовало бизнес-диалоги между деловыми кругами ЕС, США и Японии, а также развивающихся стран. Круглый стол внёс положительный вклад дебаты по вопросам изменения климата и контроля за выбросами углерода. Два более поздних области для ERT вклад в пансионаты и международные стандарты.

### Председатели[3]
- 1983—1988 — Пер Г. Гилленхаммар (Volvo)
- 1988—1992 — Вайс Деккер (Philips)
- 1992—1996 — Жером Моно (Suez Lyonnaise des Eaux)
- 1996—1999 — Хельмут Маучер (Nestlé)
- 1999—2001 — Моррис Табаксблат (Reed Elsevier)
- 2001—2005 — Герхард Кромме (ThyssenKrupp)
- 2005—2009 — Йорма Оллила (Nokia)
- 2009—2014 — Лейф Йоханссон (Volvo/Ericsson)
- с 2014 года — Бенуа Потье (Air Liquide)

## Цели
ERT выступает за проведение на национальном и европейском уровнях политики, направленной на создание условий, необходимых для улучшения состояния европейской экономики, ускорение роста и создание новых рабочих мест. Члены ERT считают, что процветание Европы зависит от конкурентоспособности европейской экономики, что в свою очередь требует стабильной и хорошо управляемой политической среды.

## Структура ERT[3]
Членство в ERT не корпоративное, а личное и только по приглашению. Члены Круглого стола собираются два раза в год на пленарные заседания, на которых на основе консенсуса вырабатывают программу организации и определяют приоритеты работы.
ERT возглавляет Руководящий комитет, в который входят председатель, два заместителя председателя, бывший председатель и пять других выборных членов. Руководящий комитет рассматривает деятельность ERT и подготавливает рекомендации к пленарным заседаниям.
Большая часть работы выполняется рабочими группами, включающие в себя экспертов от компаний, возглавляемых членами Круглого стола. Рабочие группы осуществляют ведущую роль в разработке официальных сообщений и позиций ERT. Свои предложения они представляют на пленарных заседаниях.
Штаб-квартира ERT расположена в Брюсселе, где действует исполком Круглого стола во главе с генеральным секретарём. Исполком координирует и организует деятельность организации, играет роль контактного пункта и обеспечивает административную поддержку, в том числе для рабочих групп.

### Руководство[1]
- Председатель — Бенуа Потье (Франция)
- Вице-председатели —
  - Нильс Смедегорд Андерсен (Дания)
  - Витторио Колао (Великобритания)

### Рабочие группы[4]
- Рабочая группа по доступным торговли и рынкам (англ. Trade and Market Access Working Group)
- Целевая группа «Финансовый директор» (англ. CFO Task Force)
- Рабочая группа по конкурентной политике (англ. Competition Policy Working Group)
- Рабочая группа по конкурентоспособности (англ. Competitiveness Working Group)
- Рабочая группа по цифровой экономике (англ. Digital Single Market Working Group)
- Рабочая группа по энергетике и изменению климата (англ. Energy and Climate Change Working Group)
- Рабочая группа по социальным изменениям (англ. Societal Changes Working Group)

## Члены[1]
- Бенуа Потье (председатель правления и президент Air Liquide, Франция)
- Нильс Смедегорд Андерсен (управляющий директор A.P. Moller-Maersk Group, Дания)
- Витторио Колао (генеральный директор Vodafone Group, Великобритания)
- Жан-Поль Агон (председатель совета директоров, генеральный директор L'Oréal, Франция)
- Сесар Альерта Изуаль (генеральный директор Telefónica, Испания)
- Паулу де Азеведу (генеральный директор Sonae, Португалия)
- Бен ван Берден (главный исполнительный директор Royal Dutch Shell, Нидерланды)
- Курт Бок (председатель правления BASF, Германия)
- Жан-Франсуа ван Боксмеер (президент Heineken, Нидерланды)
- Карло Бозотти (президент и главный исполнительный директор STMicroelectronics, Италия)
- Свен Ричард Брандтцег (главный управляющий Norsk Hydro, Норвегия)
- Антонио Бруфау (президент Repsol, Испания)
- Тон Бюхнер (главный исполнительный директор AkzoNobel, Нидерланды)
- Пол Бюльке (главный исполнительный директор Nestlé, Швейцария)
- Жан-Пьер Кламадьё (главный исполнительный директор Solvay, Бельгия)
- Иан Конн (главный исполнительный директор Centrica, Великобритания)
- Иан Дэвис (председатель Rolls-Royce plc, Великобритания)
- Родольфо Де Бенедетти (главный исполнительный директор CIR Group, Италия)
- Пьер-Андре де Шаландар (президент и генеральный директор Saint-Gobain, Франция)
- Марейн Деккерс (главный исполнительный директор Bayer, Германия)
- Клаудио Дескальци (главный управляющий Eni, Италия)
- Хенрик Эрнрут (президент и главный исполнительный директор KONE, Финляндия)
- Джон Элканн (президент Fiat Chrysler Automobiles (FCA), Италия)
- Хосе Игнасио Санчес Галан (председатель и главный исполнительный директор Iberdrola, Испания)
- Жолт Хэрнади (главный управляющий MOL, Венгрия)
- Хайнрих Хисингер (глава совета директоров ThyssenKrupp, Германия)
- Тимотеус Хётгес (генеральный директор и председатель правления Deutsche Telekom, Германия)
- Франс ван Хаутен (генеральный директор Royal Philips, Нидерланды)
- Пабло Исла (президент Inditex, Испания)
- Лейф Йоханссон (председатель совета директоров Ericsson, Швеция)
- Джо Кэзер (главный управляющий Siemens, Германия)
- Дариуш Яцек Кравец (председатель PKN Orlen, Польша)
- Бруно Лафон (сопредседатель LafargeHolcim, Франция)
- Томас Лейсен (председатель Umicore, Бельгия)
- Билл Макдермотт (главный исполнительный директор SAP, Германия)
- Ненси МакКинстри (главный исполнительный директор Wolters Kluwer, Нидерланды)
- Жерар Местралле (председатель совета директоров и главный управляющий ENGIE, Франция)
- Лакшми Нивас Миттал (председатель совета директоров и главный управляющий ArcelorMittal, Великобритания)
- Димитрис Папалексопулос (главный исполнительный директор Titan Cement, Греция)
- Ян дю Плесси (председатель совета директоров Rio Tinto, Великобритания)
- Патрик Пуянне (генеральный директор Total, Франция)
- Норберт Райтхофер (председатель совета директоров BMW Group, Германия)
- Стефан Ришар (председатель и главный исполнительный директор Orange, Франция)
- Каспер Рорштед (председатель совета директоров Henkel, Германия)
- Гюлер Сабанчи (председатель совета директоров Sabanci Holding, Турция)
- Ристо Сииласмаа (председатель совета директоров Nokia, Финляндия)
- Ульрих Шписхофер (генеральный директор ABB, Швейцария)
- Карл-Хенрик Сванберг (председатель совета директоров BP, Великобритания)
- Йоханнес Тайссен (главный управляющий E.ON, Германия)
- Якоб Валленберг (председатель Investor AB, Швеция)

## Критика ERT
В 2000 году Суссекский Европейский институт при Суссекском университете опубликовал доклад Кита Ричардсона, бывшего генерального секретаря ERT, под названием «Большой Бизнес и Европейская повестка дня» (англ. Big Business and the European Agenda), автор которого утверждал, что ERT время от времени удавалось лоббировать в ЕС интересы Большого бизнеса за счёт окружающей среды, трудовых и социальных вопросов.
В 2013 году вышел документальный фильм Фридриха Мозера и Матье Литаерта «Брюссельский бизнес — Кто управляет Европейским Союзом» (англ. The Brussels Business - Who Runs the European Union), авторы которого подняли тему отсутствия прозрачности и влияния лоббистов на процесс принятия решений в Брюсселе. ERT в фильме был показан в качестве организации, которая имела самые тесные связи с руководством ЕС. Например, некоторые доклады органов Евросоюза, в том числе о европейской транспортной сети, в значительной степени были заимствованы из докладов ERT.